# 河田站 (香港)

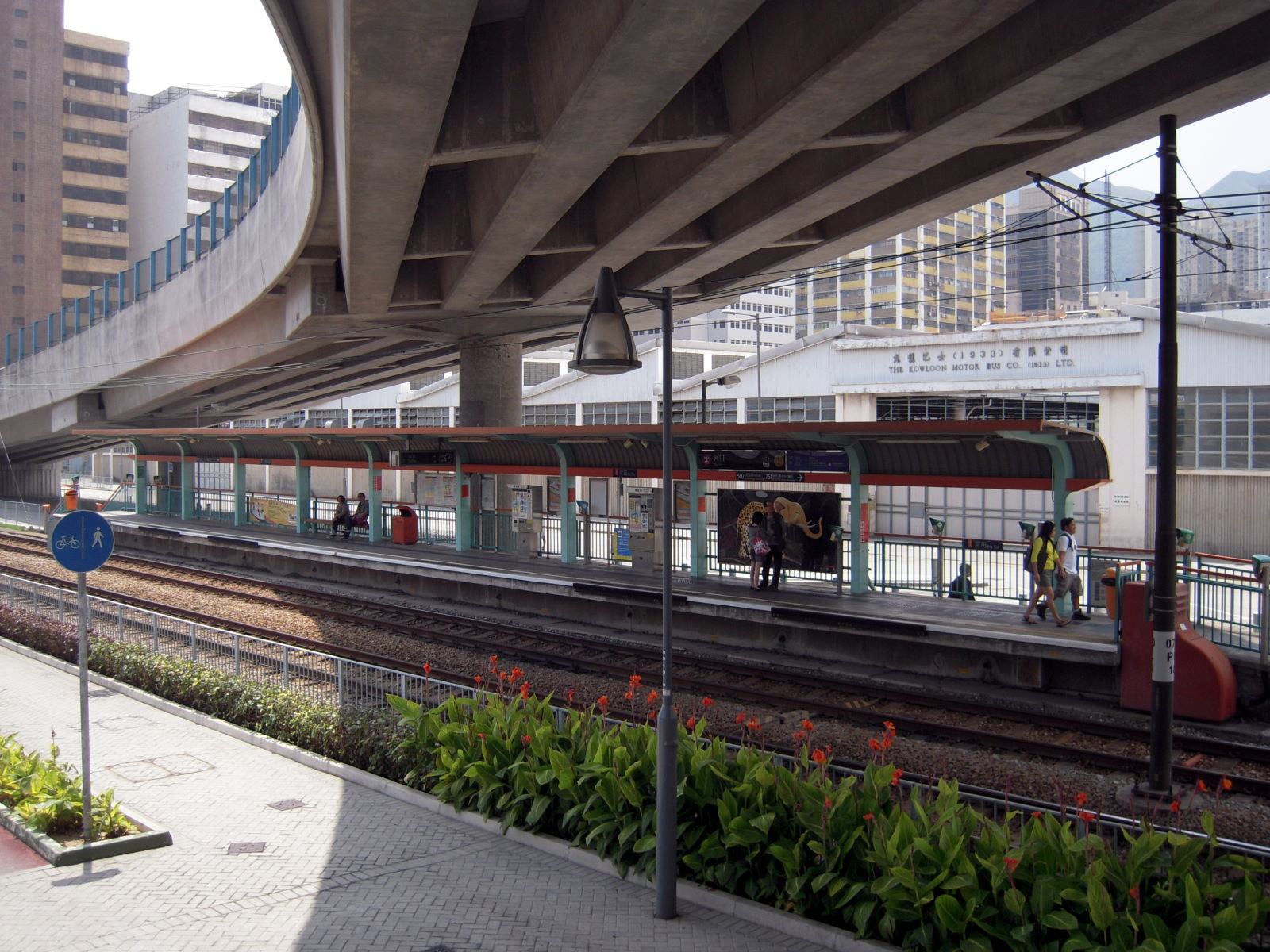
河田站1號月台（2009年）

河田站（英語：Ho Tin Stop）是輕鐵車站，代號070，屬單程車票第2收費區。車站處於建豐街，在九巴車廠及屯馬綫屯門站外，在屯門工業區的東面，車站名稱來自旁邊之河田街。車站共有2個月台，共有2條輕鐵路線途經此站。此站位於屯馬綫屯門站F2出口旁邊，可以步行至屯門站轉乘屯馬綫列車。因此，此站為屯門站外另一個指定屯馬綫的轉車站。

## 車站結構

### 車站樓層
| 地面              | 出口 | 建豐街、屯門九巴車廠、屯門工業區 |   |  |
| 地面              | 月台 | \| 側式 · 開左邊车门 \| \| \| \| \| \| \| \| 輕鐵507綫往田景（蔡意橋） 輕鐵751綫往天逸（蔡意橋） \| 1 \| \| \| \| 2 \| 輕鐵507綫往屯門碼頭（屯門） 輕鐵751綫往友愛（屯門） \| \| \| \| 側式 · 開左邊车门 \| \| \| \| \| |   |  |
| 地面              | 出口 | 屯門河、屯門站 |   |  |
| 側式 · 開左邊车门 |      | |   |  |
|                   |      | 輕鐵507綫往田景（蔡意橋） 輕鐵751綫往天逸（蔡意橋） | 1 |  |
|                   | 2    | 輕鐵507綫往屯門碼頭（屯門） 輕鐵751綫往友愛（屯門） |   |  |
| 側式 · 開左邊车门 |      | |   |  |

### 車站周邊
- 九巴屯門車廠及裝嵌廠（該車身裝嵌廠已於2009年關閉，並於2011年改建成嘉士伯啤酒物流中心，曾為維他奶貨倉，現為HKTVMALL貨倉）
- 九巴總修中心
- 嘉栢中心
- 屯馬綫屯門站
- 屯門河
- 屯門工業區
- 新墟
- 屯門海濱長廊
- 「屯門」悅品酒店
- 屯門貝爾特酒店
- 屯門警署

## 接駁交通
| 接駁交通列表               |
| -------------------------- |
| 鐵路 - 港鐵 - 屯馬綫屯門站 |

## 外部連結
- 港鐵公司 - 輕鐵及巴士服務 - 輕鐵街道圖 （页面存档备份，存于）
- 港鐵公司 - 輕鐵及巴士服務 - 輕鐵行車時間表 （页面存档备份，存于）